# Русу, Штефан
Штефан Русу (рум. Ştefan Rusu; род. 2 февраля 1956, Рэдэуци) — румынский борец греко-римского стиля, чемпион и неоднократный призёр Олимпийских игр, двукратный чемпион мира, пятикратный чемпион Европы.

## Биография
Занимался борьбой с 1965 года.
В 1974 году стал чемпионом Европы среди юношей, в 1975 году занял второе место на чемпионате мира среди юниоров. В том же году выступил на чемпионате Европы среди взрослых и вошёл в шестёрку. В следующем году был девятым на Гран-при Германии и завоевал «серебро» на чемпионате Европы.
На Летних Олимпийских играх 1976 года в Монреале боролся в категории до 68 килограммов (лёгкий вес). Выбывание из турнира проходило по мере накопления штрафных баллов. За чистую победу штрафные баллы не начислялись, за победу за явным преимуществом начислялось 0,5 штрафных балла, за победу по очкам 1 штрафной балл, за ничью 2 или 2,5 штрафных балла, за поражение по очкам 3 балла, поражение за явным преимуществом 3,5 балла, чистое поражение — 4 балла. Если борец набирал 6 или более штрафных баллов, он выбывал из турнира. Титул оспаривали 21 человек. Двадцатилетний Штефан Русу, не имея за спиной весомых титулов, отлично дебютировал на олимпийских играх. Лишь поражение в упорной схватке от советского борца Сурена Налбандяна лишило Штефана Русу золотой медали и он довольствовался вторым местом. 
| Круг  | Соперник             | Страна                                    | Результат | Основание                                     | Время схватки |
| ----- | -------------------- | ----------------------------------------- | --------- | --------------------------------------------- | ------------- |
| 1     | Анджей Супрон        | Польша                                    | Победа    | 13-1 (0 штрафных баллов)                      |               |
| 2     | Ким Хе Мён           | Республика Корея                          | Победа    | Туше (0 штрафных баллов)                      | 2:49          |
| 3     | Такэси Кобаяси       | Япония                                    | Победа    | Дисквалификация соперника (0 штрафных баллов) | 3:45          |
| 4     | Сурен Налбандян      | Союз Советских Социалистических Республик | Поражение | 3-5 (3 штрафных балла)                        |               |
| 5     | Хейнц-Хельмут Велинг | Германская Демократическая Республика     | Победа    | Дисквалификация соперника (0 штрафных баллов) | 7:54          |
| Финал | Ларс-Эрик Шёльд      | Швеция                                    | Победа    | Дисквалификация соперника (0 штрафных баллов) | 6:53          |

В 1977 году победил на Гран-при Германии, завоевал «серебро» на чемпионате Европы, а на чемпионате мира остался лишь пятым. Но уже со следующего года и вплоть до 1981 года, когда румынский борец остался пятым на Гран-при Германии, он всегда побеждал на крупных турнирах, став за этот период двукратным чемпионом Европы и чемпионом мира. Исключение составил чемпионат мира 1979 года, где Русу не попал даже в шестёрку, после операции по удалению аппендикса.
На Летних Олимпийских играх 1980 года в Москве боролся в категории до 68 килограммов (лёгкий вес). Регламент в основном остался прежним, титул оспаривали 15 человек. Штефан Русу показал себя не только сильнейшим борцом, тушировав первых четырёх соперников, но и серьёзным тактиком. В пятом круге он вновь встречался с Суреном Налбандяном, своим главным соперником. К тому времени Налбандян был под грузом штрафных баллов, и в финальную часть соревнований выходил только в случае победы над Русу. Румынский борец боролся сугубо от обороны, вязал советского борца, не позволяя Налбандяну провести приём, и сам попыток не предпринимал, что позволяло избежать контрприёмов. В результате оба борца были дисквалифицированы за пассивность и оба признаны проигравшими. Но если Штефан Русу, получив четыре штрафных балла, всё равно выходил в финал, то его конкурент добавив к имеющимся четырём баллам ещё четыре, покидал турнир. В финальных схватках Штефан Русу не без трудностей, но победил обоих соперников, и стал чемпионом олимпийских игр.
| Круг              | Соперник          | Страна                                    | Результат | Основание                                               | Время схватки |
| ----------------- | ----------------- | ----------------------------------------- | --------- | ------------------------------------------------------- | ------------- |
| 1                 | Иван Атанасов     | Болгария                                  | Победа    | Туше (0 штрафных баллов)                                | 5:35          |
| 2                 | Тапио Сипиля      | Финляндия                                 | Победа    | Туше (0 штрафных баллов)                                | 3:48          |
| 3                 | Ференц Чаба       | Югославия                                 | Победа    | Туше (0 штрафных баллов)                                | 7:30          |
| 4                 | Рейнхард Хартманн | Австрия                                   | Победа    | Туше (0 штрафных баллов)                                | 3:37          |
| 5                 | Сурен Налбандян   | Союз Советских Социалистических Республик | Поражение | Дисквалификация обоих за пассивность (4 штрафных балла) |               |
| Финал (встреча 1) | -                 | -                                         | -         | -                                                       |               |
| Финал (встреча 2) | Анджей Супрон     | Польша                                    | Победа    | 3-2                                                     |               |
| Финал (встреча 3) | Ларс-Эрик Шёльд   | Швеция                                    | Победа    | 5-1                                                     |               |

В 1981 году выступил на турнире Гран-при Германии, где остался пятым, но вновь стал чемпионом Европы, бронзовым призёром чемпионата мира, а также выиграл Универсиаду. В 1982 году перешёл в полусредний вес, и на чемпионате Европы был только пятым, но вновь стал чемпионом мира. В 1983 году выиграл Гран-при Германии, остался третьим на чемпионате Европы, а на чемпионате мира занял только четвёртое место. В 1984 году был шестым на чемпионате Европы и третьим на Гран-при Германии.
На Летних Олимпийских играх 1984 года в Лос-Анджелесе боролся в категории до 74 килограммов (полусредний вес). Участники турнира, числом в 17 человек в категории, были разделены на две группы. За победу в схватках присуждались баллы, от 4 баллов за чистую победу и О баллов за чистое поражение. Когда в каждой группе определялись три борца с наибольшими баллами (борьба проходила по системе с выбыванием после двух поражений), они разыгрывали между собой места в группе. Затем победители групп встречались в схватке за первое-второе места, занявшие второе место — за третье-четвёртое места, занявшие третье место — за пятое-шестое места. Штефан Русу сумел выйти в финальные схватки в группе, несмотря на поражение от финна Юко Саломяки. В схватке за третье место Штефан Русу победил корейца Ким Чон Нама.
| Круг                       | Соперник       | Страна           | Результат | Основание                               | Время схватки |
| -------------------------- | -------------- | ---------------- | --------- | --------------------------------------- | ------------- |
| 1                          | Джефф Стьюбинг | Канада           | Победа    | 12-0 (4 балла)                          | 4:34          |
| 2                          | Юко Саломяки   | Финляндия        | Поражение | 0-0 (по предпочтению судей) (1 балл)    | 6:00          |
| 3                          | Мохамед Хамад  | Египет           | Победа    | 14-0 (4 балла)                          | 4:15          |
| 4                          | Карло Касап    | Югославия        | Победа    | 4-2 (3 балла)                           |               |
| Финал в группе (встреча 1) | Юко Саломяки   | Финляндия        | Поражение | Зачёт предварительной схватки (1 балл)  | 6:00          |
| Финал в группе (встреча 2) | Карло Касап    | Югославия        | Победа    | Зачёт предварительной схватки (3 балла) |               |
| Финал (за третье место)    | Ким Ён Нам     | Республика Корея | Победа    | 6-1                                     |               |

На чемпионате Европы 1985 года завоевал «золото», как и на Гран-при Германии, а вот на чемпионате мира уступил первое место советскому борцу Михаилу Мамиашвили. В 1986 году на чемпионате Европы остался только пятым.
По мнению специалистов (которое разделяет и сам борец), козырями Штефана Русу были сила и выносливость.

— Почему я меньше работал над техникой? — Русу неожидан но улыбается.- Её много, всю не увезешь! Понимаете, техника тонкая штука, её насильственно в себя не загонишь. Поляк Супрон был техничным уже в 16 лет. В этом я его никогда не догоню. А вот сила и выносливость — другое дело. Здесь воля помогает делать большие накопления. Я верил, что иду правильным путём…— http://stroymetr.com/gorodskaya-nedvizhimost/chempion-shtefanu-rusu/
По словам известного советского тренера Геннадия Сапунова: «Фантастически сильный и волевой парень! И дышит, как будто две пары лёгких имеет! Работал крепко!…» 
До 1975 года боролся за клуб Мобила, в 1975-1976 годах за Стяуа, затем на три года вернулся в родной город, затем с 1980 по 1990 год выступал за Динамо Бухарест.
В 1990 году закончил карьеру и перешёл на тренерскую работу. Тренировал в Динамо, затем в Турции. С 2000 года располагает собственной академией борьбы в родном городе, где и тренирует  Тренировал в том числе и сборную Румынии, но был уволен по официальной версии из-за скандала с кражей полотенец в гостинице в Тбилиси в 2012 году 